# Unione Sportiva Ravenna 1974-1975
Questa pagina raccoglie le informazioni riguardanti l'Unione Sportiva Ravenna nelle competizioni ufficiali della stagione 1974-1975.

## Stagione
Nella stagione 1974-1975 il Ravenna disputa il girone B del campionato di Serie C, con 33 punti ottiene il sedicesimo posto. Il Modena sale in Serie B con 53 punti, retrocedono la Novese, la Torres ed il Carpi.
Sulla panchina ravennate ritorna Gino Pivatelli, con una squadra giovane e fragile, non in grado di raggiungere i risultati sperati, così dopo la sconfitta interna con l'Empoli (0-1) a metà marzo in luogo di Gino Pivatelli, tocca a Giovanni Campari portare alla salvezza il Ravenna, grazie allo sprint vincente con la Novese ed il Pisa per evitare il terz'ultimo posto.
Con 11 reti il miglior marcatore stagionale dei giallorossi è stato Paolo Bergamo.
Nella Coppa Italia di Serie C il Ravenna vince il girone di qualificazione con Forlì e Adriese, poi nei sedicesimi di finale viene estromessa nel doppio confronto dal Rimini.

## Rosa
| N. |                   | Ruolo | Calciatore          |
| -- | ----------------- | ----- | ------------------- |
|    | Italia (bandiera) | A     | Amadei              |
|    | Italia (bandiera) | A     | Walter Bacchilega   |
|    | Italia (bandiera) | P     | Giancarlo Bagnaresi |
|    | Italia (bandiera) | C     | Mario Baldassarri   |
|    | Italia (bandiera) | D     | Ennio Barizza       |
|    | Italia (bandiera) | A     | Paolo Bergamo       |
|    | Italia (bandiera) | A     | Walter Frisoni      |
|    | Italia (bandiera) | C     | Giorgio Gennari     |
|    | Italia (bandiera) | D     | Roberto Guzzo       |
|    | Italia (bandiera) | D     | Paolo Mariutti      |

| N. |                   | Ruolo | Calciatore        |
| -- | ----------------- | ----- | ----------------- |
|    | Italia (bandiera) | D     | Ivano Melotti     |
|    | Italia (bandiera) | C     | Odilio Moro       |
|    | Italia (bandiera) | C     | Antonio Natalini  |
|    | Italia (bandiera) | A     | Roberto Ninni     |
|    | Italia (bandiera) | D     | Giorgio Olivieri  |
|    | Italia (bandiera) | A     | Giuseppe Piscopo  |
|    | Italia (bandiera) | C     | Roberto Piva      |
|    | Italia (bandiera) | C     | Gianni Regazzoni  |
|    | Italia (bandiera) | D     | Mario Ricci       |
|    | Italia (bandiera) | A     | Claudio Scrignoli |

## Risultati

### Serie C girone A

#### Girone di andata
| Arbitro: | Baldoni (Ancona) |

|               |           |            |
| Bongiorni 31’ | Marcatori | 2’ Gennari |

| Arbitro: | Morato (Padova) |

|                  |           |  |
| Bergamo 31’, 76’ | Marcatori |  |

| Arbitro: | Fr. Lazzaroni (Abbiategrasso) |

|            |           |  |
| Zunino 66’ | Marcatori |  |

| Ravenna 6 ottobre 1974 4ª giornata | Ravenna               | 0 – 0 | Grosseto | Stadio Bruno Benelli\| Arbitro: \| Governa (Alessandria) \| |
| Arbitro:                           | Governa (Alessandria) |       |          |                                                             |

| Arbitro: | Bitocchi (Tivoli) |

|         |           |                   |
| Grop 2’ | Marcatori | 61’ (aut.) Caucci |

| Arbitro: | Zanchetta (Treviso) |

|  |           |                                   |
|  | Marcatori | 20’ Blasig 32’ (aut.) Baldassarri |

| Arbitro: | Lanzafame (Taranto) |

|            |           |                 |
| Ghiandi 1’ | Marcatori | 56’ Baldassarri |

| Ravenna 3 novembre 1974 8ª giornata | Ravenna           | 0 – 0 | Chieti | Stadio Bruno Benelli\| Arbitro: \| Stringaro (Udine) \| |
| Arbitro:                            | Stringaro (Udine) |       |        |                                                         |

| Arbitro: | Migliore (Salerno) |

|                     |           |  |
| Zanchini 67’ (rig.) | Marcatori |  |

| Arbitro: | Agate (Torino) |

|                  |           |  |
| Bergamo 56’, 75’ | Marcatori |  |

| Arbitro: | Rizza (Siracusa) |

|                                        |           |  |
| Biccheri 23’ Marco Piga 41’ Lupini 86’ | Marcatori |  |

| Arbitro: | Colasanti (Roma) |

|               |           |  |
| Scrignoli 59’ | Marcatori |  |

| Arbitro: | Meneghetti (Verona) |

|              |           |  |
| Bosdaves 54’ | Marcatori |  |

| Ravenna 15 dicembre 1974 14ª giornata | Ravenna           | 0 – 0 | Spezia | Stadio Bruno Benelli\| Arbitro: \| Castaldi (Chieti) \| |
| Arbitro:                              | Castaldi (Chieti) |       |        |                                                         |

| Arbitro: | Andreoli (Padova) |

|                         |           |  |
| Frisoni 18’ Bergamo 66’ | Marcatori |  |

| Arbitro: | Celli (Trieste) |

|                                      |           |  |
| Romano 14’ De Carolis 29’ Frutti 84’ | Marcatori |  |

| Lucca 12 gennaio 1975 17ª giornata | Lucchese       | 0 – 0 | Ravenna | Stadio Porta Elisa\| Arbitro: \| Baldari (Roma) \| |
| Arbitro:                           | Baldari (Roma) |       |         |                                                    |

| Ravenna 19 gennaio 1975 18ª giornata | Ravenna         | 0 – 0 | Pro Vasto | Stadio Bruno Benelli\| Arbitro: \| Simini (Torino) \| |
| Arbitro:                             | Simini (Torino) |       |           |                                                       |

| Arbitro: | Prato (Lecce) |

|              |           |                           |
| Luperini 42’ | Marcatori | 70’ Ragazzoni 84’ Frisoni |

#### Girone di ritorno
| Ravenna 2 febbraio 1975 20ª giornata | Ravenna         | 0 – 0 | Massese | Stadio Bruno Benelli\| Arbitro: \| Morato (Padova) \| |
| Arbitro:                             | Morato (Padova) |       |         |                                                       |

| Arbitro: | Zacchetti (Milano) |

|                             |           |  |
| Cristin 31’ B. Graziani 89’ | Marcatori |  |

| Arbitro: | Canesi (Cremona) |

|  |           |                           |
|  | Marcatori | 69’ Tuttino 73’ Ardemagni |

| Arbitro: | Bronzino (Monza) |

|                |           |  |
| Schiaretta 92’ | Marcatori |  |

| Arbitro: | Bei (Roma) |

|                 |           |                         |
| Baldassarri 57’ | Marcatori | 12’ Grop 50’ Ciccotelli |

| Arbitro: | Mattei (Macerata) |

|                                 |           |             |
| Ricci 12’ (aut.) Bellinazzi 22’ | Marcatori | 64’ Bergamo |

| Arbitro: | Celli (Trieste) |

|  |           |               |
|  | Marcatori | 25’ Novellino |

| Arbitro: | Lanzafame (Taranto) |

|             |           |  |
| Zanotti 86’ | Marcatori |  |

| Arbitro: | Selicorni (Novara) |

|             |           |  |
| Bergamo 38’ | Marcatori |  |

| Arbitro: | Lanzetti (Viterbo) |

|           |           |                    |
| Gilli 89’ | Marcatori | 32’ Ninni 34’ Piva |

| Arbitro: | Milan (Treviso) |

|                         |           |  |
| Ninni 45’ Ragazzoni 88’ | Marcatori |  |

| Arbitro: | Longhi (Roma) |

|                                                 |           |                    |
| Pulitelli 26’ (rig.) Jaconi 48’, 58’ Chiodi 52’ | Marcatori | 71’ (rig.) Bergamo |

| Ravenna 4 maggio 1975 32ª giornata | Ravenna              | 0 – 0 | Riccione | Stadio Bruno Benelli\| Arbitro: \| Busalacchi (Palermo) \| |
| Arbitro:                           | Busalacchi (Palermo) |       |          |                                                            |

| Arbitro: | Baldari (Roma) |

|            |           |               |
| G. Gori 6’ | Marcatori | 53’ Ragazzoni |

| Arbitro: | S. Marino (Taranto) |

|                                 |           |                    |
| Santonico 30’ (rig.) Gattai 35’ | Marcatori | 60’ (rig.) Bergamo |

| Ravenna 1º giugno 1975 35ª giornata | Ravenna        | 0 – 0 | Rimini | Stadio Bruno Benelli\| Arbitro: \| Pieri (Genova) \| |
| Arbitro:                            | Pieri (Genova) |       |        |                                                      |

| Arbitro: | Bitocchi (Tivoli) |

|                    |           |  |
| Bergamo 36’ (rig.) | Marcatori |  |

| Arbitro: | Esposito (Torre Annunziata) |

|              |           |           |
| Savastio 53’ | Marcatori | 84’ Ricci |

| Arbitro: | Frasso (Capua) |

|                       |           |  |
| Bergamo 17’ Ninni 80’ | Marcatori |  |

### Coppa Italia

#### Girone 13
| Arbitro: | Tavazzi (Lodi) |

|                         |           |                            |
| Zimolo 33’ Marangon 75’ | Marcatori | 4’ Bergamo 23’ Baldassarri |

| 28 agosto 1974 2ª giornata |  | – Turno di riposo RAVENNA |  |  |

| Arbitro: | Buonocore (Castellammare di Stabia) |

|                           |           |                        |
| Ragazzoni 83’ O. Moro 90’ | Marcatori | 23’ (aut.) Baldassarri |

| Arbitro: | Baldari (Roma) |

|                           |           |  |
| Scrignoli 69’ Frisoni 87’ | Marcatori |  |

| 8 settembre 1974 5ª giornata |  | – Turno di riposo RAVENNA |  |  |

| Arbitro: | Mattei (Macerata) |

|  |           |             |
|  | Marcatori | 85’ Piscopo |

#### Sedicesimi di finale
| Arbitro: | Celli (Trieste) |

|  |           |            |
|  | Marcatori | 41’ Frutti |

| Arbitro: | Gazzari (Macerata) |

|            |           |             |
| Bacchin 5’ | Marcatori | 74’ Bergamo |